# Carriacou
Carriacou é uma dependência de Granada. Sua capital é a cidade de Hillsborough.
A dependência de Carriacou é composta por várias ilhas, as maiores são:
- Carriacou (a maior e onde se localiza a cidade de Hillsborough)
- Petit Martinique (as vezes chamada Petite Martinique ou Little Martinique)
- Frigate
- Large
- Saline
- Petit Saint Vincent